# Skała (organizacja)
Skała - nazwa sieci czytelni greckokatolickich, działających w eparchii stanisławowskiej.
Towarzystwo „Skała” powstało w 1931 dzięki wsparciu biskupa Grzegorza Chomyszyna, jako część Akcji Katolickiej. Sieć działała podobnie do sieci czytelni „Proswity”, poszczególne czytelnie były kierowane przez miejscowych księży. W 1936 „Skała” liczyła 187 czytelni z 5500 czytelnikami (dla porównania w 1939 sieć czytelni Proswity obejmowała 3075 czytelni z 360 000 czytelników).
Organizacja została zlikwidowana przez władze radzieckie w 1939.